# 中国天府可乐集团
中国天府可乐集团有限公司（英語：Tianfu Cola）又称天府可乐公司，位于重庆市九龙坡区，前身为1936年成立的重庆美华汽水厂，后于1988年更名为中国天府可乐集团有限公司，主要进行天府可乐的生产与销售。因为在二十世纪末九十年代初期天府可乐销量急剧下滑，天府可乐公司接近倒闭，关闭了销售等业务，只剩下研发机构。北京时间2016年1月6日，中国天府可乐集团公司宣布，该公司将在春节后恢复产品销售。2022年12月29日，公司被法院依法裁定破产。

## 历史
- 1936年，重庆美华汽水厂成立，主要生产“青鸟汽水”，并先后更名为中国汽水厂、重庆冰厂、重庆饮料厂等。1980年，含有中药成分的天府可乐配方研制成功。1981年，天府可乐面世。

- 1985年，天府可乐被国务院机关事务管理局定为国宴饮料。1988年，重庆饮料厂更名为中国天府可乐集团公司，下属灌装厂108个，占中国可乐市场份额的75%左右。1990年，天府可乐在俄罗斯莫斯科建立了一个灌装厂，并在美国纽约设立了子公司。

- 1994年，天府可乐公司与百事公司合资成立重庆百事天府饮料有限公司，由于合资后天府可乐公司将主要精力放在了百事可乐的生产和推广上，而无视了自身品牌。结果导致百事可乐迅速占领了市场，天府可乐的销量急剧下滑，而合资子公司也一直亏损，最终导致天府可乐公司濒临破产。

- 2008年，天府可乐公司结束与百事公司的合作关系后，百事公司仍然不愿意交还天府可乐的秘方及制作工艺(当年为了合资，天府可乐公司将其交与给百事公司)。随后中国天府可乐集团有限公司开始向百事股份有限公司追讨配方及制作工艺的归属权。2010年 天府可乐公司成功拿回了配方及制作工艺[2]。2013年，天府可乐系列的商标返回到了中国天府可乐集团有限公司名下。

- 2014年，中国天府可乐集团有限公司被重庆市政府批准纳入重庆市属国有重点企业面向非公经济合作项目，开启引入私募股权投资及管理层的工作。2016年1月6日，中国天府可乐集团有限公司宣布天府可乐品牌即将以原有配方复出。[3]
- 2022年12月29日，公司被法院依法裁定破产。[4]

## 主要产品
- 天府可乐
- 天府百柠
- 青鸟汽水

## 复出

### 发展思路
1. 天府可乐公司注重创新和研发，虽然天府可乐沿用了老配方，但样式会更贴近当下的需求
2. 前期以重庆市场为主，继而走向全国
3. 首先推出天府可乐和天府百柠饮品，预计今年春节后上市

### 主要伙伴
- 重庆轻纺控股（集团）公司
- 重庆市中药研究院
- 永辉超市[5]